# Infernobates citelli
Infernobates citelli är en kvalsterart som beskrevs av Karppinen och Poltavskaja 1990. Infernobates citelli ingår i släktet Infernobates och familjen Oribellidae. Inga underarter finns listade i Catalogue of Life.